# Ізра
Ізра (англ. Izra, араб. ازرع) — місто в Сирії, адміністративний центр друзької общини в нохії Ізра, яка входить до складу мінтаки Ізра в південній сирійській мухафазі Дара.